# Огонь (фильм, 1996)
«Огонь» (хинди फायर) — индийско-канадская драма 1996 года на лесбийскую тематику режиссёра и сценариста Дипы Мехты. «Огонь» — первый фильм из трилогии Мехты «Элементы». Второй фильм трилогии — «Земля» (1998), третий — «Вода» (2005).

## Сюжет
Фильм рассказывает о двух семьях в современном Дели (Индия). Два брата живут в одной квартире вместе со своими жёнами и старухой-матерью Биджи (Кушаль Рекхи), которая уже не в силах себя обслуживать. Старший из братьев Ашок (Кулбхушан Кхарбанда) занимается продажей фастфуда, младший Жатин (Джавед Джаффри) — продажей видеокассет. Оба магазинчика расположены на первом этаже здания. Главные действующие лица — две невестки, вышедшие замуж за братьев путём устроенного семьями брака: Сита (Нандита Дас), которая только что вышла за младшего Жатина, и Радха (Шабана Азми), которая замужем за Ашоком уже 15 лет. Жёны работают на кухне фастфуда и ухаживают за матерью. Семье помогает Мунду (Ранджит Чоудхри) — наёмный работник, который работает в видеомагазине с Жатином и также помогает ухаживать за матерью братьев, не стесняясь заниматься мастурбацией в присутствии беспомощной женщины.
Обе пары несчастны. Жатин, который был принуждён к браку семьёй, игнорирует Ситу и продолжает встречаться со своей прежней подружкой-китаянкой Джули (Элис Пун), которую он по-настоящему любит. Джули не хочет выходить замуж за Жатина, так как это будет означать конец её карьеры актрисы. Ашок решил стать тапасом (аскетом) после того, как выяснилось, что Радха бесплодна, и использует жену как проверку своей непреклонности в соблюдении целибата. С его точки зрения секс, если он не ведёт к рождению детей, греховен. Ашок регулярно посещает проповеди Свамиджи (Рам Гопал Баджадж).
Страдая от непонимания мужьями, женщины обращаются друг к другу за утешением. Общение переходит в более глубокое чувство. Открыв друг в друге не только собеседника, но и по-настоящему близкого человека, они становятся любовницами. Мунду обнаруживает их связь и рассказывает о ней Ашоку. Тот застаёт женщин в постели. Сита уговаривает Радху порвать с их теперешней жизнью, бросить мужей и жить вместе. Но Радха остаётся, чтобы объясниться с мужем. В течение последующего выяснения отношений сари Радхи загорается от огня на кухне, и Ашок бросает её в пламени, не желая помочь. В финальной сцене Радха, обгоревшая, приходит к Сите.

## В ролях
| Актёр               | Роль                        |
| ------------------- | --------------------------- |
| Шабана Азми         | Радха                       |
| Нандита Дас         | Сита                        |
| Кулбхушан Кхарбанда | Ашок, муж Радхи             |
| Джавед Джаффри      | Джатин, муж Ситы            |
| Кушал Рекхи         | Биджи, мать Ашока и Джатина |
| Ранджит Чоудхри     | Мунду                       |
| Элис Пун            | Джули, подружка Джатина     |
| Рам Гопал Баджадж   | Свамиджи, проповедник       |

Имена главных героинь — Ситы и Радхи — взяты как имена одних из богинь в индуизме.

## Реакция
Фильм дважды проходил цензурную комиссию Индии. Подобные случаи очень редки. Причиной может служить лишь публичное возмущение населения.
Выпуск картины в Индии сопровождался спорами и актами вандализма. Его появление сопровождалось уличными протестами, и он был отнесён средствами массовой информации к «порочным». Кинотеатры, демонстрирующие фильм, подвергались вандальным нападениям бунтующих толп людей.
В то время, как многие женщины и молодые индийцы поддерживали фильм за его критику господствующей культуры, старшие по возрасту, а также консервативные религиозные группы осуждали саму возможность его существования. Индуистские фундаменталисты рассматривали «Огонь» как попытку дискредитации их религии. Дипа Метха признавалась, что если бы она была мусульманкой, а не индуисткой, то, возможно, была бы убита.

## Награды
Фильм получил следующие награды:
| Награды                                        | Награды | Награды                    | Награды                                    | Награды     |
| ---------------------------------------------- | ------- | -------------------------- | ------------------------------------------ | ----------- |
| Фестиваль / Премия                             | Год     | Награда                    | Категория                                  | Победитель  |
| Barcelona International Women’s Film Festival  | 1997    | Приз зрительских симпатий  | Лучший художественный фильм                | —           |
| Кинофестиваль «Аутфест»                        | 1997    | Приз зрительских симпатий  | Выдающийся художественный фильм            | Дипа Мехта  |
| Кинофестиваль «Аутфест»                        | 1997    | Приз большого жюри         | Выдающаяся актриса в художественном фильме | Шабана Азми |
| International Filmfestival Mannheim-Heidelberg | 1996    | Специальный приз жюри      |                                            | Дипа Мехта  |
| Международный кинофестиваль в Ванкувере        | 1996    | Most Popular Canadian Film |                                            | Дипа Мехта  |
| Verona Love Screens Film Festival              | 1997    | Лучший фильм               |                                            | Дипа Мехта  |